# Wieża św. Marka
Wieża św. Marka (St. Mark's Tower, Qalet Marku) – jedna z trzynastu małych umocnionych kamiennych wież obserwacyjnych zbudowana za czasów wielkiego mistrza  Kawalerów maltańskich Martin de Redin zbudowana na wyspie Malta. Wieże zostały zbudowane pomiędzy rokiem 1658 a 1659. Każda z wież znajduje się w zasięgu wzroku z sąsiedniej i służyły jako wieże komunikacyjne pomiędzy Gozo i Wielkim Portem, oprócz funkcji obserwacyjno-ostrzegawczych przed piratami.
Wieża św. Marka jest usytuowana na przylądku Ras il-Qrejten, na północnym brzegu Malty. Leży pomiędzy wieżami: wieżą Għalliss na wschodzie oraz  wieżą Madliena na zachodzie. Wieża ma wymiary zbliżone do: wysokość 12 metrów, podstawa 9 m. Wieża została odrestaurowana w latach 1997-1998 przez Din l-Art Helwa, National Trust of Malta.
Została wpisana na listę National Inventory of the Cultural Property of the Maltese Islands pod numerem 00034.